# Ryōhei Takeshita
Ryōhei Takeshita (竹下 良平 Takeshita Ryōhei?) es un director, animador y guionista gráfico de anime japonés. Es mejor conocido por dirigir la serie Eromanga Sensei. 

## Biografía
Originario de la ciudad de Miyazaki, en la Prefectura de Miyazaki, Japón, comenzó su vida académica destacándose en matemáticas, lo que inicialmente lo llevó a aspirar a convertirse en matemático. Sin embargo, inspirado por Hayao Miyazaki, durante la escuela secundaria decidió que quería ser director de anime. Después de graduarse de la Escuela Secundaria Miyazaki Kita, ingresó a la Universidad Hitotsubashi, donde completó la carrera de Sociología en 2007. Al graduarse, se unió al estudio de animación Xebec como animador.
A lo largo de su carrera, trabajó en animación clave, intermedia y dirección, antes de volverse autónomo. Entre sus proyectos destacados, se desempeñó como director principal en Gekkan Shōjo Nozaki-kun en 2014, y como subdirector en New Game! en 2016. En 2017, debutó como director principal con Eromanga Sensei.

## Trabajos

### Series de televisión
Destaca papeles con funciones de dirección de series.
| Año  | Título                                          | Director(es)                                       | Estudio                     | Funciones | Refs.         |
| ---- | ----------------------------------------------- | -------------------------------------------------- | --------------------------- | --- | ------------- |
| 2006 | Gintama                                         | Shinji Takamatsu (#1-105) Yōichi Fujita (#100-201) | Sunrise                     | Animación intermedia | [ 7 ]         |
| 2006 | The Third: Aoi Hitomi no Shōjo                  | Jun Kamiya                                         | Xebec                       | Animación intermedia (#13-14, 23-24) | [ 8 ]         |
| 2006 | Busō Renkin                                     | Takao Kato                                         | Xebec                       | Animación intermedia (#1, 21) | [ 9 ]         |
| 2007 | Heroic Age                                      | Takashi Noto Toshimasa Suzuki                      | Xebec                       | Animación intermedia (#1, 4, 8, 12, 16, 22, 26) | [ 10 ]        |
| 2007 | Over Drive                                      | Takao Kato                                         | Xebec                       | Animación intermedia (#1) | [ 11 ]        |
| 2007 | Shion no Ō                                      | Toshifumi Kawase                                   | Studio Deen                 | Animación intermedia (#16) | [ 12 ]        |
| 2008 | Mnemosyne: Mnemosyne no Musume-tachi            | Shigeru Ueda                                       | Xebec                       | Animación intermedia (#1-2) Segunda animación clave (#5) Animación clave (#6)                                                                                           | [ 13 ]        |
| 2008 | To Love-Ru                                      | Takao Kato                                         | Xebec                       | Animación intermedia (#1, 4, 9, 26) Segunda animación clave (#19) Animación clave (#26)                                                                                 | [ 14 ]        |
| 2008 | Kanokon                                         | Atsushi Ōtsuki                                     | Xebec                       | Animación intermedia (#1, 5) Animación clave (#12) | [ 15 ]        |
| 2008 | Kyō no Go no Ni                                 | Tsuyoshi Nagasawa                                  | Xebec                       | Animación clave (#1) | [ 16 ]        |
| 2009 | Pandora Hearts                                  | Takao Kato                                         | Xebec                       | Animación clave (#5, 15, 18, 24) | [ 17 ]        |
| 2010 | Ladies versus Butlers!                          | Atsushi Ōtsuki                                     | Xebec                       | Animación clave (#9; OP) | [ 18 ]        |
| 2010 | Hanakappa                                       | Kazumi Nonaka                                      | Xebec OLM                   | Director de episodios (#153, 262, 293, 317) Guionista gráfico (#317) | [ 19 ]        |
| 2010 | MM!                                             | Tsuyoshi Nagasawa                                  | Xebec                       | Animación clave (#1-2, 4, 10, 12; OP 1-2) | [ 20 ]        |
| 2011 | Softenni                                        | Ryōki Kamitsubo                                    | Xebec                       | Segunda animación clave (#2) Animación clave (#1-2, 7, 9, 11-12) | [ 21 ]        |
| 2012 | Rinne no Lagrange                               | Tatsuo Satō Toshimasa Suzuki                       | Xebec                       | Animación clave (#1, 3, 5, 9, 11-12; OP) | [ 22 ]        |
| 2012 | Haiyore! Nyaruko-san                            | Tsuyoshi Nagasawa                                  | Xebec                       | Animación clave (#12; OP, ED) | [ 23 ]        |
| 2012 | Rinne no Lagrange Season 2                      | Tatsuo Satō Toshimasa Suzuki                       | Xebec                       | Segunda animación clave (#6) Animación clave (#1, 4, 6; OP) | [ 24 ]        |
| 2012 | To Love-Ru Darkness OVA                         | Atsushi Ōtsuki                                     | Xebec                       | Director de episodios (#4, 9; OP) Animación clave (#1, 12) | [ 25 ]        |
| 2013 | Haiyore! Nyaruko-san W                          | Tsuyoshi Nagasawa                                  | Xebec                       | Animación clave (#1, 6; OP) | [ 26 ]        |
| 2013 | Hakkenden: Tōhō Hakken Ibun 2nd Season          | Osamu Yamasaki Mitsue Yamazaki                     | Studio Deen                 | Director de episodios (#16, 22) Segunda animación clave (#22-23) | [ 27 ]        |
| 2013 | Yozakura Quartet: Hana no Uta                   | Ryo-timo                                           | Tatsunoko Production        | Director de episodios (#7, 13) | [ 28 ]        |
| 2013 | Meganebu!                                       | Sōbi Yamamoto                                      | Studio Deen                 | Director de episodio (#2) | [ 29 ]        |
| 2014 | Maken-Ki! Two                                   | Hiraku Kaneko                                      | Xebec                       | Director de episodio (#2) | [ 30 ]        |
| 2014 | Gekkan Shōjo Nozaki-kun                         | Mitsue Yamazaki                                    | Doga Kobo                   | Director de unidad jefe Director de episodios (#3, 8-9, 11) Guionista gráfico (#3, 8, 11) Animación clave (#11)                                                         | [ 4 ]         |
| 2015 | Nagato Yuki-chan no Shōshitsu                   | Jun'ichi Wada                                      | Satelight                   | Director de episodios (#4, 8, 14) Guionista gráfico (#4, 7-8, 14) Director de unidad (#ED) Animación intermedia (#14) Segunda animación clave (#8, 14-16; ED eps 10-16) | [ 31 ]        |
| 2016 | Watashitachi, Luck Logic-bu!                    | Takashi Naoya                                      | Doga Kobo                   | Guionista gráfico (#8) | [ 32 ]        |
| 2016 | New Game!                                       | Yoshiyuki Fujiwara                                 | Doga Kobo                   | Director asistente Director de episodios (#2, 6) Guionista gráfico (#2, 6) Director de unidad asistente (#11)                                                           | [ 33 ]        |
| 2016 | Flip Flappers                                   | Kiyotaka Oshiyama                                  | 3Hz                         | Director de episodio (#5) Guionista gráfico (#5) | [ 34 ]        |
| 2017 | Eromanga Sensei                                 | Ryōhei Takeshita                                   | A-1 Pictures                | Director Director de episodios (#1, 11) Guionista gráfico (#1, 11; OP, ED) Director de unidad (#ED) Maquetación (#1-12)                                                 | [ 35 ]        |
| 2017 | Just Because!                                   | Atsushi Kobayashi                                  | Pine Jam                    | Director de episodio (#OP) Guionista gráfico (#OP) | [ 36 ]        |
| 2018 | Tada-kun wa Koi wo Shinai                       | Mitsue Yamazaki                                    | Doga Kobo                   | Director de episodio (#7) | [ 37 ]        |
| 2018 | Wotaku ni Koi wa Muzukashī                      | Yoshimasa Hiraike                                  | A-1 Pictures                | Director de episodio (#ED) Guionista gráfico (#ED) | [ 38 ]        |
| 2019 | Watashi ni Tenshi ga Maiorita!                  | Daisuke Hiramaki                                   | Doga Kobo                   | Director de episodio (#OP) Guionista gráfico (#OP) | [ 39 ]        |
| 2019 | Carole & Tuesday                                | Shin'ichirō Watanabe Motonobu Hori                 | Bones                       | Guionista gráfico (#19) | [ 40 ]        |
| 2019 | Super Shiro                                     | Tomohisa Shimoyama Masaaki Yuasa                   | Science Saru                | Director de episodio (#23) Guionista gráfico (#23, 29) | [ 41 ]        |
| 2020 | Eizōken ni wa Te wo Dasu na!                    | Masaaki Yuasa                                      | Science Saru                | Director de episodio asistente (#12) | [ 42 ]        |
| 2020 | Jujutsu Kaisen                                  | Park Sung-hoo                                      | MAPPA                       | Director de episodios (#2, 9; ED 2) Guionista gráfico (#2, 9; ED 2) | [ 43 ]        |
| 2021 | Fairy Ranmaru: Anata no Kokoro Otasuke Shimasu  | Kōsuke Kobayashi Masakazu Hishida                  | Studio Comet                | Guionista gráfico (#4; OP) Director de unidad (#OP 4) | [ 44 ]        |
| 2021 | Mushoku Tensei: Isekai Ittara Honki Dasu Part 2 | Manabu Okamoto                                     | Studio Bind                 | Director de episodio (#ED) Guionista gráfico (#ED) | [ 45 ]        |
| 2021 | Senpai ga Uzai Kōhai no Hanashi                 | Ryōta Itō                                          | Doga Kobo                   | Director de episodio (#OP) Guionista gráfico (#OP) | [ 46 ]        |
| 2022 | Heike Monogatari                                | Naoko Yamada                                       | Science Saru                | Director de episodio (#9) Guionista gráfico (#9) | [ 47 ]        |
| 2022 | Kakkō no Iinazuke                               | Hiroaki Akagi Yoshiyuki Shirahata                  | SynergySP Shin-Ei Animation | Director de episodios (#OP 1, ED 1) Guionista gráfico (#OP 1, ED 1) Fotografía de acción real (#ED 1)                                                                   | [ 48 ]        |
| 2024 | Yoru no Kurage wa Oyogenai                      | Ryōhei Takeshita                                   | Doga Kobo                   | Director de episodios (#1, 12; OP, ED) Director de episodios asistente (#3, 8) Guionista gráfico (#1-2, 12; OP, ED)                                                     | [ 49 ] [ 50 ] |
| 2024 | Oshi no Ko 2nd Season                           | Daisuke Hiramaki                                   | Doga Kobo                   | Director de episodio (#OP) Guionista gráfico (#OP) | [ 51 ]        |
| 2025 | Hikaru ga Shinda Natsu                          | Ryōhei Takeshita                                   | CygamesPictures             | Director Composición de la serie Guionista (#1, 3, 5) Director de episodio (#1) Guionista gráfico (#1)                                                                  | [ 52 ]        |

### Películas
| Año  | Título                                                   | Director(es)     | Estudio                  | Funciones            | Refs.  |
| ---- | -------------------------------------------------------- | ---------------- | ------------------------ | -------------------- | ------ |
| 2007 | Shakugan no Shana Movie                                  | Takashi Watanabe | J.C.Staff                | Animación intermedia | [ 53 ] |
| 2008 | Genius Party Beyond                                      | Shin'ya Ōhira    | Studio 4°C               | Animación intermedia | [ 54 ] |
| 2008 | Major Movie: Yūjō no Winning Shot                        | Takao Kato       | Xebec                    | Animación clave      | [ 55 ] |
| 2011 | Pokemon Movie 14 Black: Victini to Shiroki Eiyū Reshiram | Kunihiko Yuyama  | Production I.G Xebec OLM | Animación clave      | [ 56 ] |
| 2011 | Pokemon Movie 14 White: Victini to Kuroki Eiyū Zekrom    | Kunihiko Yuyama  | Production I.G Xebec OLM | Animación clave      | [ 57 ] |
| 2011 | Mahō Sensei Negima! Movie: Anime Final                   | Akiyuki Simbo    | Shaft Studio Pastoral    | Animación clave      | [ 58 ] |

### ONAs
Destaca papeles con funciones de dirección de series.
| Año  | Título                     | Director(es)     | Estudio      | Funciones                                                              | Refs.  |
| ---- | -------------------------- | ---------------- | ------------ | ---------------------------------------------------------------------- | ------ |
| 2012 | Upotte!!                   | Takao Kato       | Xebec        | Animación clave (#1-2, 9; ED)                                          | [ 59 ] |
| 2020 | Nihon Chinbotsu 2020       | Masaaki Yuasa    | Science Saru | Guionista gráfico (#5)                                                 | [ 60 ] |
| 2023 | Pokémon: Vientos de Paldea | Ryōhei Takeshita | Wit Studio   | Director Composición de la serie Guionista (#2) Guionista gráfico (#1) | [ 61 ] |

### OVAs
Destaca papeles con funciones de dirección de series.
| Año  | Título                           | Director(es) | Estudio                                      | Funciones                                                                       | Refs.  |
| ---- | -------------------------------- | --- | -------------------------------------------- | ------------------------------------------------------------------------------- | ------ |
| 2007 | Tokyo Marble Chocolate           | Naoyoshi Shiotani                                                                                                | Production I.G                               | Animación intermedia (#1)                                                       | [ 62 ] |
| 2008 | Batman: Gotham Knight            | Futoshi Higashide Hiroshi Morioka Jong-Sik Nam Shōjirō Nishimi Toshiyuki Kubooka Yasuhiro Aoki Yoshiaki Kawajiri | Bee Train Production I.G Madhouse Studio 4°C | Animación intermedia (#5)                                                       | [ 63 ] |
| 2009 | To Love-Ru OVA                   | Takao Kato | Xebec                                        | Animación clave (#1-6)                                                          | [ 64 ] |
| 2012 | Maken-Ki! OVA                    | Hiraku Kaneko | Xebec AIC Spirits                            | Animación clave (#2)                                                            | [ 65 ] |
| 2012 | Uchū Senkan Yamato 2199          | Akihiro Enomoto Yutaka Izubuchi                                                                                  | Xebec AIC                                    | Segunda animación clave (#14)                                                   | [ 66 ] |
| 2012 | Rinne no Lagrange: Kamogawa Days | Tatsuo Satō Toshimasa Suzuki                                                                                     | Xebec                                        | Animación clave (#OP)                                                           | [ 67 ] |
| 2012 | To Love-Ru Darkness OVA          | Atsushi Ōtsuki                                                                                                   | Xebec                                        | Animación clave                                                                 | [ 68 ] |
| 2019 | Eromanga Sensei OVA              | Ryōhei Takeshita                                                                                                 | A-1 Pictures                                 | Director Guionista (#1) Guionista gráfico (#1; OP, ED) Director de unidad (#ED) | [ 69 ] |
| 2019 | Wotaku ni Koi wa Muzukashī OVA   | Yoshimasa Hiraike (#1) Yayoi Takano (#2-3)                                                                       | A-1 Pictures                                 | Director de episodios (#OP) Guionista gráfico (#OP)                             | [ 70 ] |